# Ідилево
Іди́лево (болг. Идилево) — село в Габровській області Болгарії. Входить до складу общини Севлієво.

## Населення
За даними перепису населення 2011 року у селі проживали 125 осіб.
Національний склад населення села:
| Національність   | Кількість осіб | Відсоток |
| ---------------- | -------------- | -------- |
| болгари          | 94             | 83,2%    |
| турки            | 7              | 6,2%     |
| цигани           | 4              | 3,5%     |
| інша             | 8              | 7,1%     |
| не визначились   | 0              | 0%       |
| Всього відповіли | 113            |          |

Розподіл населення за віком у 2011 році:
Динаміка населення: